# Моцарт и масонство
Семь последних лет своей жизни, с 1784 года и до самой смерти, композитор Вольфганг Амадей Моцарт был масоном. Масонство сыграло важную роль в его жизни и творчестве.

## Вступление в ложу

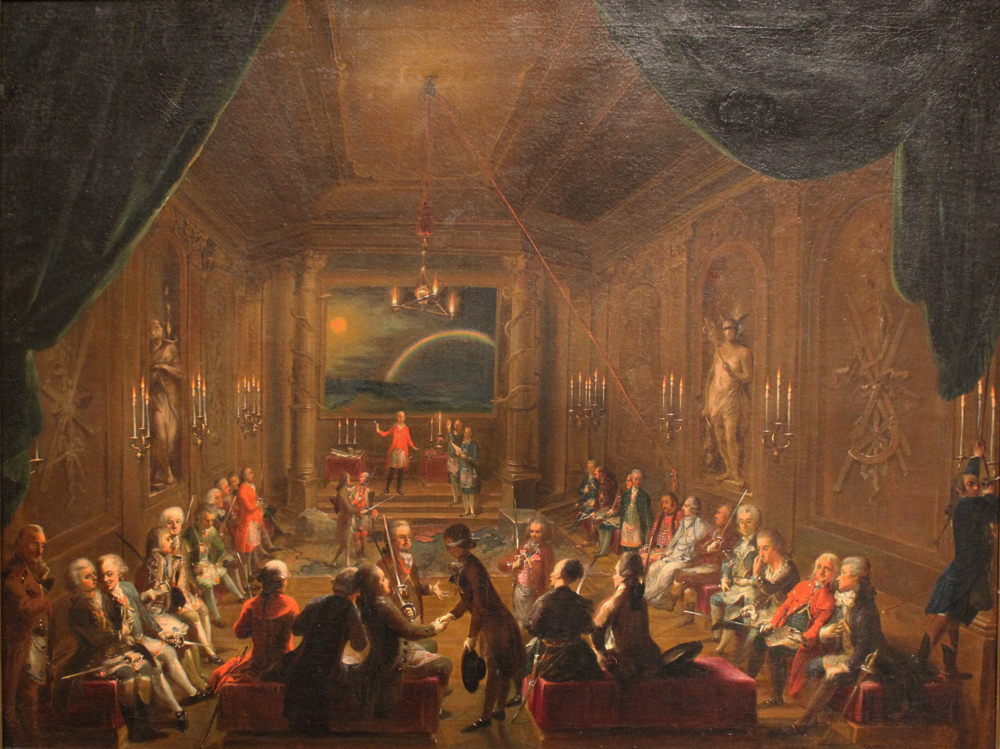
Собрание масонской ложи в XVIII веке. Иногда высказываются предположения, что в правом нижнем углу эта картина показывает Моцарта, оживлённо беседующим со своим другом

Время жизни Моцарта совпало с пробуждением в Европе огромного интереса к духовно-мистическим учениям. В относительно спокойный период середины XVIII века наряду со стремлением к просвещению, поисками интеллектуального и общественно-образовательного порядка (французское просвещение, энциклопедисты) возникает интерес к эзотерическим учениям древности.
14 декабря 1784 года Моцарт прошёл посвящение в степень ученика вольного каменщика, а к 1785 году уже был инициирован в степень мастера-масона. То же самое происходило в дальнейшем с Йозефом Гайдном и Леопольдом Моцартом (отцом композитора), которого посвятили в степень мастера-масона через 16 дней после вступления в ложу.
Eсть несколько версий присоединения Моцарта к масонскому братству. По одной из них поручителем при поступлении в венскую ложу «Zur Wohltatigkeit» («Во имя благотворительности») был его друг и в будущем либреттист «Волшебной флейты» Эммануэль Шиканедер. В число выдающихся братьев ложи входили философы Рейхфельд и Игнац фон Борн. В дальнейшем по рекомендации самого Моцарта в ту же ложу был принят и отец Вольфганга — Леопольд Моцарт (в 1787 году).
Став мастером-масоном, Моцарт в течение короткого времени создал немало произведений, предназначенных непосредственно для исполнения во время ритуалов в ложе. Как указывает А.Эйнштейн:

«Ощущал ли Моцарт противоречие между принадлежностью к масонству и в то же время к католичеству? И да, и нет. В те времена добрый католик свободно мог оказаться масоном. Разумеется, ему следовало быть „просвещенным“ католиком и, принимая решение, знать, что он рискует навлечь на себя недоверие и презрение церкви. Моцарт был страстным, убеждённым масоном, совсем не таким как Гайдн, который, хотя таковым и числился, с того момента, как его приняли в братство вольных каменщиков, ни разу не участвовал в деятельности ложи и не написал ни одной масонской вещи. Моцарт же не только оставил нам ряд значительных произведений, написанных специально для масонских обрядов и торжеств, — сама мысль о масонстве пронизывает его творчество. […]
Масонство воплощало для него стремление к нравственному очищению, труд на благо человечества, примирение со смертью. При этом надо подчеркнуть, что такую артистическую натуру, как Моцарт, могла привлекать и тщательно разработанная символика масонства. Символика католической церкви, её церемониал были Моцарту хорошо известны. А вот таинственные символы ложи были ему внове. Его как ребенка забавляли некоторые особенности масонских обрядов, и это вполне отвечает его характеру»

## Масонская музыка
Среди работ Моцарта посвящённых масонству преобладают вокальные произведения: в ряде случаев это небольшие хоровые песни, в других случаях — это составные части кантат.
Музыковеды отмечают характерные признаки этих произведений: «простой, несколько гимнический склад, аккордовость трехголосия, несколько риторический общий характер».
Среди них такие сочинения, как:
- «Погребальная масонская музыка» (K.477/479a)
- Адажио для двух бассетгорнов и фагота Фа мажор. (K.410/484d) Использовалось для сопровождения ритуальных масонских процессий.
- Адажио для 2-х кларнетов и 3-х бассетгорнов Си-бемоль мажор (K.411/484a) для вступления в ложу братьев ложи.
- Кантата «Sehen, wie dem starren Forschcrauge.» Ми-бемоль мажор, (K.471)
- Адажио и фуга До минор для струнного оркестра, (K.546)
- Адажио и Рондо До минор для флейты, гобоя, альта, виолончели и стеклянной гармоники, (K.617)
- Маленькая Кантата «Laut verkünde unsre Freude» (K.623)[6].

## «Волшебная флейта» и масонство
Наиболее насыщена взглядами, идеями и символами масонства опера «Волшебная флейта» (1791), либретто к которой написал масон Эммануэль Шиканедер.

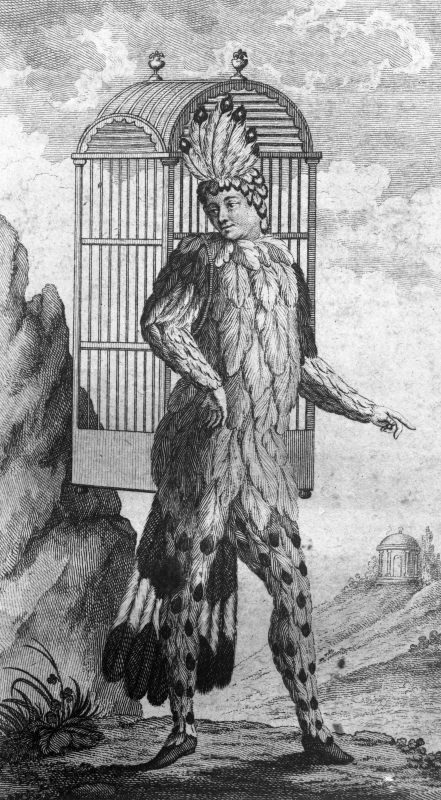
Эммануэль Шиканедер в роли Папагено в «Волшебной флейте»

Центральным образом оперы является жрец Зарастро, в чьих философских декларациях присутствуют важнейшие масонские триады: сила, знание, мудрость, любовь, радость, природа. Как пишет Т. Н. Ливанова, 
«…победа мудрого Зарастро над миром Царицы ночи имеет морально-поучительное, аллегорическое значение. Моцарт даже приблизил эпизоды, связанные с его образом, к музыкальному стилю своих масонских песен и хоров. Но видеть во всей фантастике „Волшебной флейты“ прежде всего масонскую проповедь — значит не понимать многообразия моцартовского искусства, его непосредственной искренности, его остроумия, чуждого всякой дидактике».
В музыкальном плане, как отмечает Т. Н. Ливанова, «в дуэте и хорах жрецов из первого акта заметно большое сходство с простым и довольно строгим гимнически-бытовым характером масонских песен Моцарта, их типичным диатонизмом, аккордовым многоголосием».
Основной тональностью оркестровой увертюры является тональность ми-бемоль мажор, имеющая в ключе три бемоля и характеризующая добродетель, благородство и покой. Эта тональность использовалась Моцартом нередко и в масонских композициях, и в поздних симфониях, и в камерной музыке. Кроме того, в увертюре настойчиво повторяются три аккорда, что снова напоминает о масонской символике.
Существуют также иные точки зрения на взаимоотношения Моцарта и масонства. В 1861 году была опубликована книга немецкого поэта Г. Ф. Даумера, сторонника теории масонского заговора, который полагал, что изображение масонов в «Волшебной флейте» является карикатурой.